# Янакова кула
Янаковата кула или Драгаца (на гръцки: Κούλα, Δραγάτσα) е османско жилищно-отбранително съоръжение, разположено край негушкото село Янаково (Янакохори), в североизточните склонове на планината Каракамен, Северна Гърция.

## История
Кулата е разположена южно от Янаково, на територията на имението на винарната „Кир Яни“. Датира от османска епоха. Има три етажа като първите два са иззидани от правоъгълни камъни, а третият е паянтов градеж.
В 1985 година кулата е обявена за паметник на културата. Кулата е ремонтирана. Използва се за резиденция и фигурира на герба на винарната.